# Josanne Potter
Josanne Potter, soprannominata Jo (Mansfield, 13 novembre 1984) è un'allenatrice di calcio ed ex calciatrice inglese, di ruolo difensore, tecnico del Rangers.
In carriera ha vinto diversi titoli nazionali, indossando inoltre la maglia della nazionale inglese dal 2004, squadra la quale ha raggiunto il terzo posto al campionato mondiale di Canada 2015 e ha vinto l'edizione 2015 della Cyprus Cup.

## Carriera

### Allenatrice
Nel 2018 dopo il ritiro dalle competizioni, ha assunto il ruolo di assistente nello staff tecnico del Coventry Utd. Nella stagione 2022-23 è stata assistente di Darren Carter, allenatore del Birmingham City. All'inizio della stagione 2023-24 è stata nominata allenatrice del Rangers, militante nella Scottish Women's Premier League. Alla prima stagione a Glasgow, ha vinto la Scottish Women's Premier League Cup e ha concluso il campionato scozzese al secondo posto a pari punti col Celtic, che risultò primo classificato e vincitore del titolo per la migliore differenza reti.

## Palmarès

### Giocatrice

#### Club
- FA Women's Premier League National Division: 1

Arsenal: 2003-2004
- Women's FA Cup: 2

Arsenal: 2003-2004
Birmingham City: 2011-2012
- FA Women's Premier League Cup: 2

Charlton Athletic: 2005-2006
Everton: 2007-2008

#### Nazionale
- Cyprus Cup: 1

2015

### Allenatrice

#### Club
- Scottish Women's Premier League Cup: 1

Rangers: 2023-2024